# Manfred Baden
Manfred Josef Ernst Baden (* 28. November 1922 in Trier; † 23. Mai 2021) war ein deutscher Ministerialbeamter. Er amtierte von 1982 bis 1987 als Staatssekretär im von Norbert Blüm geleiteten Bundesministerium für Arbeit und Sozialordnung.
Manfred Baden gehörte der CDU seit 1968 an. Er wohnte in Alfter.
Er war Mitglied der katholischen Studentenverbindung KStV Westmark Bonn im KV.

## Ehrungen
- 1988: Großes Bundesverdienstkreuz mit Stern